# IC 3838
IC 3838 — галактика типу Sc (компактна спіральна галактика) у сузір'ї Ворон.
Цей об'єкт міститься в оригінальній редакції індексного каталогу.